# Bitdefender
Bitdefender — румынская компания, разработчик антивирусов, файрволов и спам-фильтров в версиях для настольных и мобильных операционных систем, корпоративной защиты и защиты виртуальных сред. 
На 2015 год движок компании использовался в антивирусах, разработанных Ashampoo, BullGuard, Emsisoft, MicroWorld Technologies, ESTsoft, F-Secure, G Data Software, Hauri, IObit, Lavasoft, Norman, nProtect, Optenet, Qihoo 360 Technology, Roboscan, SurfRight, Tencent, TrustPort и Wontok.
В совместном исследовании Роскачества и Международной ассамблеи организаций потребительских испытаний (ICRT), проведённом в 2018 году, антивирус BitDefender занял первое место в общем рейтинге антивирусов с 4,093 балла из возможных 5.

## Программные продукты
- Bitdefender Total Security — комплекс, включающий антивирус и антишпион, антифишинг, файрвол, антиспам и родительский контроль.
- Bitdefender Internet Security — решение для рабочих станций.
- Bitdefender Antivirus Plus (ранее — Bitdefender Professional Plus) — версия без родительского контроля и с менее гибкими настройками персонального файрволла.
- Bitdefender AntiSpyware — средство защиты от программ-шпионов, также встроенное в другие продуктами Bitdefender (кроме Bitdefender Free Edition и Bitdefender Linux Edition).
- Bitdefender Free Edition — бесплатная версия программы с антивирусным движком прошлой версии относительно актуальной.
- Bitdefender Scanner для Unix — средство для сканирования файлов по запросу.
- Bitdefender Mail Protection для Unix — средство защиты трафика электронной почты от вирусов, spyware и спама для почтовых серверов, работающих под управлением ОС Linux и FreeBSD.
- Bitdefender для Palm OS — бесплатный антивирус для устройств под управлением Palm OS.
- BitDefender TrafficLight — браузерное расширение для защиты от веб-угроз.